# Parti républicain libéral démocrate
Le Parti républicain libéral démocrate (PRLD) (en castillan Partido Republicano Liberal Demócrata), appelé aussi Parti libéral démocrate (PLD) (en castillan Partido Liberal Demócrata) est un parti politique espagnol dirigé par Melquíades Álvarez, qui existait sous la Seconde République espagnole.